# Березино (Одеска област)
Березине (на украински: Березине) е селище от градски тип в Южна Украйна, Болградски район на Одеска област. Основано е през 1816 година. Населението му е около 3830 души.